# Masakra w Cape Grim
Masakra w Cape Grim – masakra, która miała miejsce 10 lutego 1828 roku na Tasmanii, w której z rąk czterech pasterzy uzbrojonych w broń palną zginęło ponad 30 Aborygenów; następnie ich ciała zrzucono z pobliskiego klifu do położonego 60 m niżej morza. Wzgórze, na którym doszło do masakry, zostało przez morderców nazwane Victory Hill.
W 1830 roku śledztwo w tej sprawie prowadził George Augustus Robinson.